# Вулиця Юліуша Словацького (Дніпро)

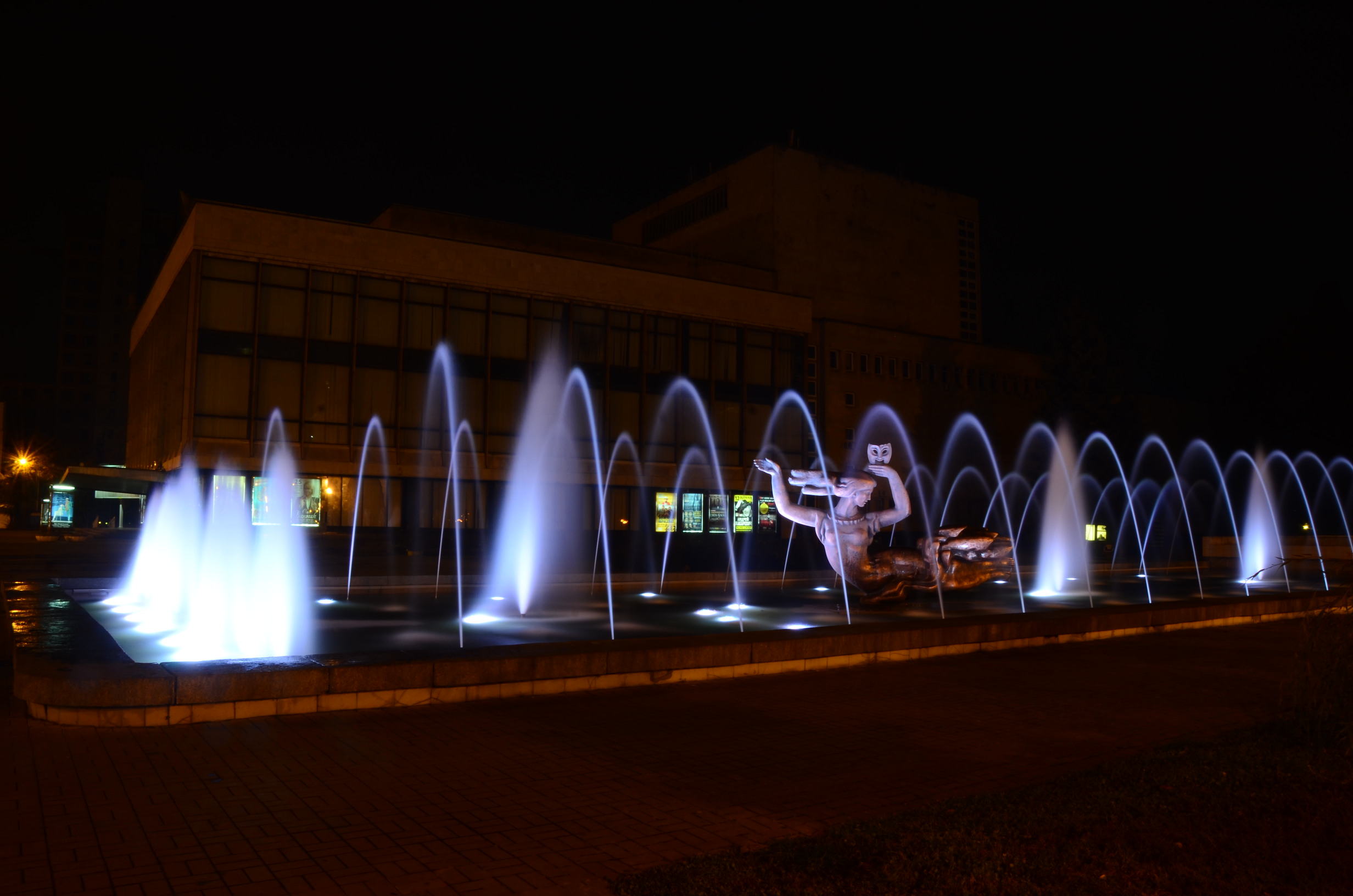
Фонтан «Муза» вночі перед Театром Опери та балету на початку вулиці Словацького

Вулиця Юліуша Словацького — вулиця у Центральному і Шевченківському районах міста Дніпро.
Довжина — 500 метрів.

## Історія
Перейменування вулиці присвячене  відкриттю 4 червня 2001 року Українсько-Польського центру сприяння розвитку менеджменту, підприємництва та інвестицій за сприянням і участю Президентів України Леоніда Кучми  та Президента Республіки Польща Олександра Квасневського, які відвідали Дніпро та взяли участь у IV українсько-польскому економічному форумі.
Вулиця Юліуша Словацького - частина вулиці Сєрова (від сучасної Січеславської набережної до проспекту Яворницького) була перейменована на честь польського поета та драматурга Юліуша Словацького, який народився в Україні. 
Автори ідеї назви вулиці:
Дмитро Васильович Павличко Надзвичайний і Повноважний посол України в республіці Польща (1999 – 2002),
Борис Іванович Холод Голова Національної ради України з питань телебачення і радіомовлення (2000 - 2005) 2001 року. 
Початково називалася Садовою вулицею до перейменування в 1938 році на честь загиблого радянського російського льотчика Анатолія Сєрова. 

## Перехресні вулиці
- Січеславська набережна
- вулиця Князя Володимира Великого
- Театральний бульвар[4]
- Проспект Яворницького
- вулиця Андрія Фарба

## Будівлі
- № 1а — Дніпровський міський комітет товариства сприяння обороні України
- № 4 — «Середня загальноосвітня школа № 81»